# Cho In-chul
Cho In-chul (n. 4 martie 1976, Cheongju, Coreea de Sud) este un judocan ce a reprezentat Coreea de Sud, medaliat olimpic. A participat la 2 ediții ale Jocurilor Olimpice (1996, 2000) în care a câștigat o medalie de argint.